# ESCM
ESCM je druhé album od amerického producenta Briana Wayna Transeau, také známého jako BT. Bylo vydáno roku 1997 a je na něm 11 skladeb.
ESCM znamená Electric Sky Church Music.

## Seznam skladeb
1. "Firewater" – 8:43
2. "Orbitus Teranium" – 8:10
3. "Flaming June" – 8:31
4. "Lullaby for Gaia" – 5:26 (US)/"The Road to Lostwithiel" - 8:38 (UK)
5. "Memories in a Sea of Forgetfulness" – 7:40
6. "Solar Plexus" – 4:14
7. "Nectar" – 5:55
8. "Remember" – 8:01
9. "Love, Peace and Grease" – 5:21
10. "Content" – 8:50
11. "Flaming June (Simon Hale's Orchestral Performance)" – 1:07

- Skladba 11 je hidden track, začíná v 9:51 ve skladbě 10.
- "The Road to Lostwithiel" byla později vydána všude ve světě na albu 10 Years In The Life.